# Денисова-Щаденко, Мария Александровна

Могила М. А. Денисовой-Щаденко на Новодевичьем кладбище в Москве

Мари́я Алекса́ндровна Дени́сова-Щаде́нко (1894—1944) — российская и советская художница и скульптор-монументалист, одна из адресатов лирики Владимира Маяковского.

## Биография

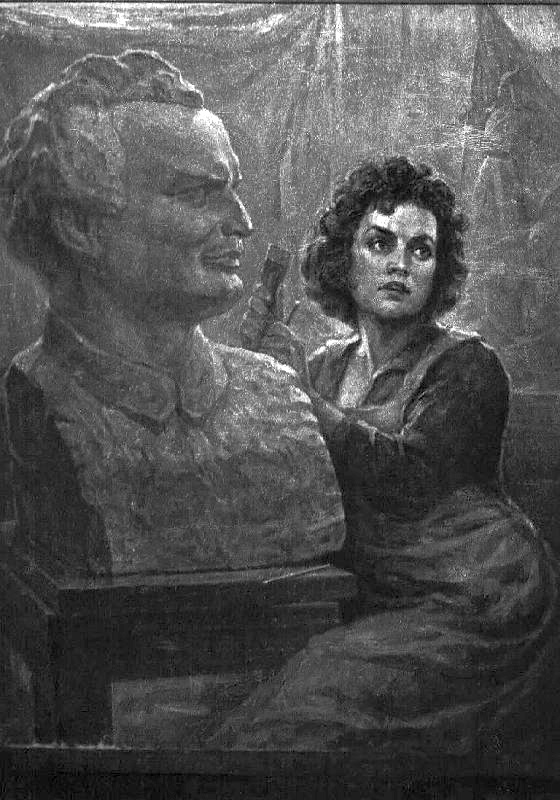
Репродукция с картины. Н. И. Струнников, «М.А. Денисова за работой над бюстом Е.А. Щаденко», 1930-1933

Родилась в 1894 году в Харькове в семье крестьян из Смоленской губернии.
Училась в частной живописной студии, а затем в художественном училище. Позднее училась в Москве, в знаменитом ВХУТЕМАСе, который окончила в 1925 году.
Находясь с первым мужем в Швейцарии, продолжила занятия живописью и скульптурой в Лозанне и в Женеве (с 1914 по 1918 год).
Во время Октябрьской революции ушла в Первую Конную армию. Была руководителем художественно-агитационного отдела армии. Писала агитплакаты, рисовала карикатуры, играла на сцене. Денисова перенесла три тифа и была ранена. В армии вышла замуж за члена Реввоенсовета Первой Конной армии Ефима Щаденко.
Мария Денисова-Щаденко была монументалистом, её скульптурные работы выставлялись на международных биеннале в Женеве, Венеции, Варшаве, Цюрихе, Берне, Копенгагене. Денисова рисовала портреты легендарного краскома Гражданской войны Оки Городовикова, самого Щаденко, других командиров, в 1932 году закончила скульптурный портрет Сталина. Несколько её выставок были в Москве. Была близко знакома с Владимиром Маяковским, с которым познакомилась в Одессе во время черноморского турне поэта. История их отношений послужила основой для поэмы «Облако в штанах». В связи с этим возникли проблемы в семейной жизни: в 1929 она дважды уходила из дома, но в конце концов вернулась к Щаденко.
Покончила с собой в 1944 году. В последние годы жизни Денисова чем-то сильно болела. По версии А. А. Гуляева и С. Е. Лазарева, болезнь настолько ослабила женщину физически, что она не могла больше заниматься ваянием. Поскольку скульптура была для Денисовой смыслом жизни, это и послужило причиной самоубийства. Похоронена на Новодевичьем кладбище (участок 4, ряд 9, могила 14). На её могиле стоит скульптурная группа «Материнство».

### Личная жизнь
Впервые вышла замуж за инженера Василия Львовича Строева. Жила вместе с ним в Швейцарии, где у них родилась дочь Алиса. Однако их супружество не сложилось: Строев уехал в Англию, а Мария Александровна с дочерью — в революционную Россию.
В годы Гражданской войны во второй раз вышла замуж — за Ефима Афанасьевича Щаденко, члена Реввоенсовета Первой Конной армии.
Дочь — Алиса Васильевна вышла замуж за Юрия Львовича Карпова. Позже уехала в Англию вместе со своей дочерью, Ольгой Карповой. Вторая дочь Алисы — Татьяна Карпова, осталась в Москве.

## Киновоплощения
- Маяковский. Два дня — Елизавета Нилова